# ارس فورموزی
ارس فورموزی (نام علمی: Juniperus formosana) نام یک گونه از سرده ارس است.